# 奥田真丈
奥田 眞丈（おくだ しんじょう、1922年(大正11年)9月15日 - 2010年(平成22年)3月2日）は、日本の元文部官僚、教育行政学者。専門分野は教育課程と教育経営。

## 人物
大阪府出身。1947年東京帝国大学文学部教育学科卒、教育学部出身としてキャリア枠で文部省入省。中学校教育課長、官房審議官、初等中等教育局審議官。中央教育審議会の、いわゆる「四六答申」のまとめに直接関わったことで知られる。
79年横浜国立大学教授。88年定年退官。東京都立教育研究所所長、川村学園女子大学副学長、芦屋大学長、理事長。日本教育経営学会理事、関東教育学会会長を歴任。
横浜国立大学大学院教育学研究科創設要員として同大学に着任した。国立教育研究所の評議員なども努めるなど、同研究所とのつながりが強かった。
1998年、勲三等旭日中綬章受章、没後叙従四位。

## 家族
妻は奥田夏子(元日本女子大学英文科教授、故人)。長女は川崎晶子・立教大学教授（1953-　、社会言語学）、その夫は川崎徹郎・学習院大学理学部教授（1948-　）。

## 共編著
- 『教育総説』飯島篤信、二関隆美共編　誠信書房、1958 教育学叢書
- 『主要国の学制と教育課程 現状と比較』編著 第一法規出版、1967
- 『新しい中学校教育課程』編 大日本図書、1968
- 『新教育課程事典 中学校編』共編 第一法規出版、1969
- 『中学校観察指導の原理と方法』沢田慶輔、堀久共編 明治図書出版、1969
- 『移行措置の解説 中学校教育課程』編 帝国地方行政学会、1970
- 『新しい指導要録の解説』徳山正人共著 帝国地方行政学会、1971
- 『学習指導要領用語辞典』徳山正人共編 帝国地方行政学会、1971
- 『新指導要録と評価の実際 中学校編』細谷俊夫、松村謙 教育調査研究所共編　教育出版、1972
- 『現代教育用語辞典』天城勲,吉本二郎共編 第一法規出版 1973
- 『現代教科教育学大系 12　教科教育ハンドブック』編著 第一法規出版 1974
- 『現代教育目標事典』河野重男、川野辺敏、天野正治ほか共編著 ぎょうせい、1978
- 『小学校新指導要録の解説と記入例』下田迪雄共編 明治図書出版、1980
- 『中学校新指導要録の解説と記入例』岩崎袈裟男共編 明治図書出版、1980
- 『高校新指導要録の解説と記入例』大石勝男共編 明治図書出版、1982
- 『実践小学校学級担任事典』熱海則夫共編 第一法規出版、1982
- 『シリーズ21世紀への教育』河野重男、有園格共編 教育出版、1985
- 『子どもを伸ばす生徒指導』西村文男共編著 教育出版、1989 新時代をひらく学校改善シリーズ
- 『絶対評価の考え方 新しい学力観と評価観 徹底討論』共著 小学館、1992
- 『国際感覚を育む』伊藤和彦、牧昌見共編著 東洋館出版社、1993　シリーズ『学校改善とスクールリーダー』 特色ある学校を創る
- 『子どもと創る学校』児島邦宏共編著 東洋館出版社、1993 シリーズ『学校改善とスクールリーダー』 特色ある学校を創る
- 『新学校教育全集 1　教育目標』熱海則夫共編 ぎょうせい、1994
- 『新学校教育全集 2　教育課程の編成』熱海則夫共編 ぎょうせい、1994
- 『新学校教育全集 3　個性を生かす教育』水越敏行共編 ぎょうせい、1994
- 『新学校教育全集 4　人間尊重の教育』水越敏行共編 ぎょうせい、1994
- 『新学校教育全集 6　国際化と学校教育』永岡順共編 ぎょうせい、1995
- 『新学校教育全集 8　教科指導』水越敏行共編 ぎょうせい、1994
- 『新学校教育全集 9　道徳教育』熱海則夫共編 ぎょうせい、1994
- 『新学校教育全集 10　保健・体育・給食』小林一也共編 ぎょうせい、1994
- 『新学校教育全集 13　児童・生徒会とクラブ』小林一也共編 ぎょうせい、1994
- 『新学校教育全集 17　教育指導の評価』水越敏行共編 ぎょうせい、1995
- 『新学校教育全集 21　学校経営』永岡順共編 ぎょうせい、1995
- 『新学校教育全集 22　学級・学年経営』永岡順共編 ぎょうせい、1995

## 参考
- デジタル版日本人名大辞典
- 『人事興信録』1995